# Safaretjos de Sanaüja
Els Safaretjos de Sanaüja és una obra del municipi de Sanaüja (Segarra) inclosa en l'Inventari del Patrimoni Arquitectònic de Catalunya.

## Descripció
Es tracta dels antics safaretjos del municipi, situats al costat de la riera de Sanaüja, al costat del pont medieval que dona entrada al nucli urbà, als quals s'hi accedeix per unes escales. Foren construïts a principis del segle xx, de planta rectangular i realitzats amb formigó, presenten dos espais diferenciats, un de majors dimensions que l'altre, els quals tenien diferents funcions. La seva ubicació és fruit de l'existència de la riera, de la qual s'aprofitava l'aigua.